# Éabzu

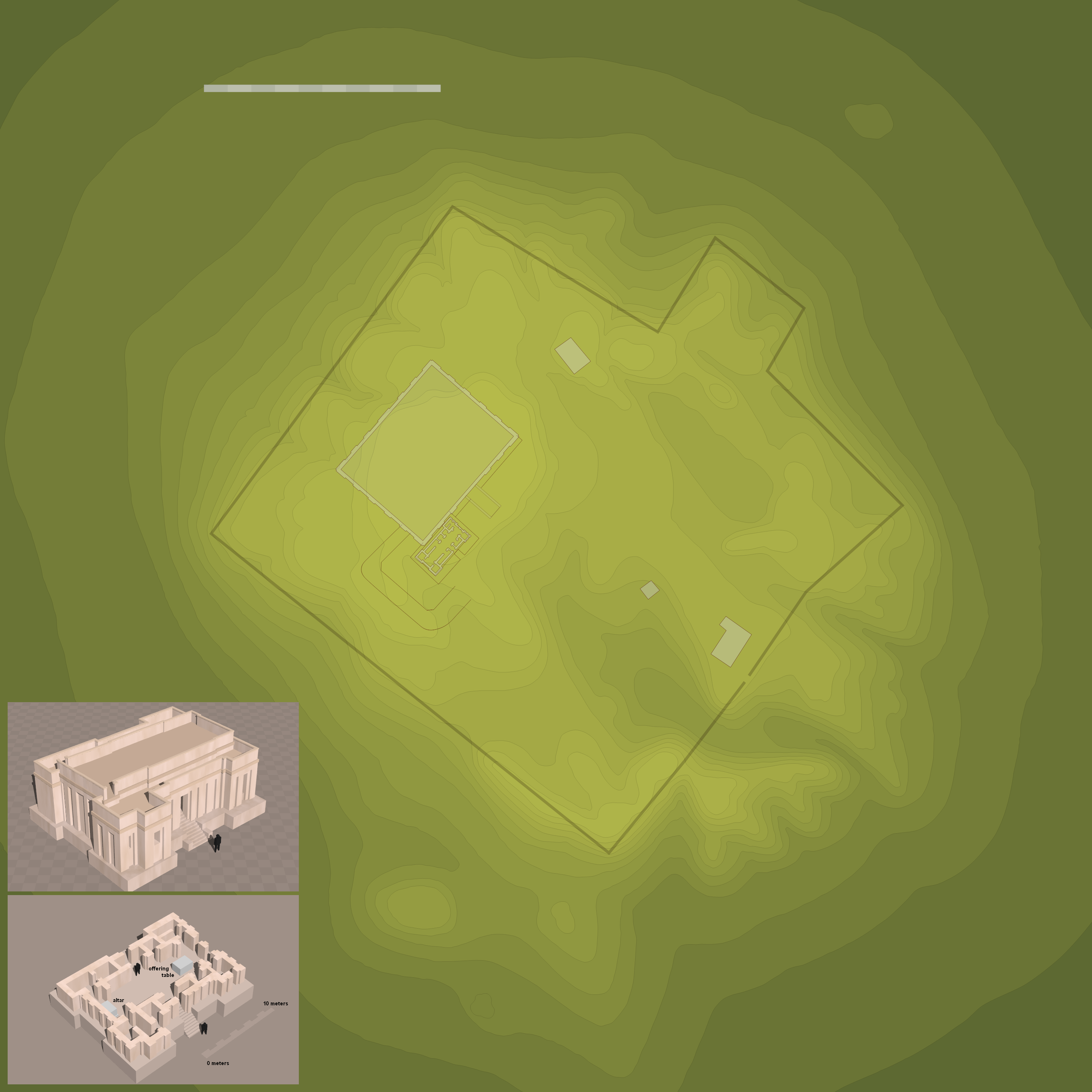
Eridu telljének vázlatos térképe

Az Éabzu (e2.abzu = az égi vizek háza/temploma) a sumer Enki isten szentélykörzete volt Eriduban. A hagyomány szerint ez volt az első templom Mezopotámiában, amit Enki akkor épített, amikor megölte Abzut, az édesvizeket megtestesítő őselemet, az ő teteme, az Abzu (tó) partján. Itt nemzette Mardukot, aki később főisten lett.

## Története
A hagyomány szerint az Éabzu volt Mezopotámia legrégibb temploma. Ezt alátámasztja, hogy a régészet szerint már az Ubaid-kor elején, az ún. Eridu-korban jelentős település volt.

## Épületei
- az Ur-Nammu által épített zikkurat